# Psych
Psych - Agentes Especiais é uma série de televisão norte-americana criada por Steve Franks e transmitida originalmente pelo canal USA Network. James Roday interpreta o protagonista Shawn Spencer, um jovem que trabalha como detetive-vidente para o Departamento de Polícia de Santa Barbara. Shawn cresceu observando as lições e treinamentos liderados por seu pai, o lendário detetive Henry Spencer (interpretado por Corbin Bernsen).
Com o costume de sempre ajudar a polícia indicando suspeitos de crimes, um dia o departamento começa a questionar os métodos de Spencer e o julga como o suspeito de um dos roubos ao qual ele forneceu pistas. Para se ver livre da situação, ele faz com que todo o departamento de polícia acredite que ele receba seus palpites por meio de visões mediúnicas. Com sucesso na resolução de seus casos, Shawn decide então abrir uma agência de detetives particulares junto com seu amigo de infância, Burton Guster (interpretado por Dulé Hill), que concilia a vida de combatente do crime com a de vendedor de produtos farmacêuticos.
Nos Estados Unidos, Psych estreou no dia 7 de julho de 2006, após a estreia da quinta temporada de Monk. Psych teve sua jornada encerrada em 26 de março de 2014, após oito temporadas no ar e 121 episódios exibidos (incluindo um filme musical de duas horas).
Em 08 de maio de 2017, o canal USA Network anunciou "Psych: The Movie", um especial de duas horas que será exibido em 07 de Dezembro de 2017.

## Enredo
Flashbacks, geralmente no início de cada episódio, revelam que Henry Spencer assumiu que seu filho iria seguir seus passos e tornar-se um policial. Na preparação, Henry ajuda Shawn a aprimorar seus poderes de observação e dedução, frequentemente usando jogos e desafios para testá-lo.
Shawn torna-se conhecido como um vidente quando, após dar uma dica sobre um crime que apareceu no noticiário, a polícia suspeita do seu conhecimento sobre o crime. Assumindo que tal conhecimento só poderia vir de alguém que participou do crime, a polícia está prestes a prendê-lo quando ele usa suas observações para convencer todos os presentes que ele é vidente. A comandante interina da polícia adverte que se seus "poderes" forem falsos, ele será processado. Sem escolha, Shawn continua com a farsa. Fingir que tem poderes psíquicos lhe permite participar de casos de policia, resolvendo-os apenas com a observação e análise de pequenos objetos ou circunstâncias. Shawn adora atormentar seu amigo Gus, um representante farmacêutico, sobre os seus ecléticos interesses (incluindo um amor por gibis e super heróis, concursos de soletrar, astronomia, reality show, o seu "super nariz", e de telenovelas espanholas).
O detetive chefe, Lassiter, duvida das habilidades psíquicas de Shawn e inicialmente não valoriza o seu trabalho, enquanto a detetive O'Hara e a comandante Vick falham em reconhecer a farsa de Shawn. Henry e Shawn Spencer têm uma relação difícil, ainda assim, Henry ajuda Shawn em numerosas ocasiões. No decorrer da série, a relação entre pai e filho volta a se fortalecer como um amoroso vínculo, proporção que toma rumo quando a mãe de Shawn (e ex-mulher de Henry) pede para que ambos se reconciliem e quando Henry volta à trabalhar para a polícia, onde divide diferentes experiências de trabalho com Shawn.

## Elenco

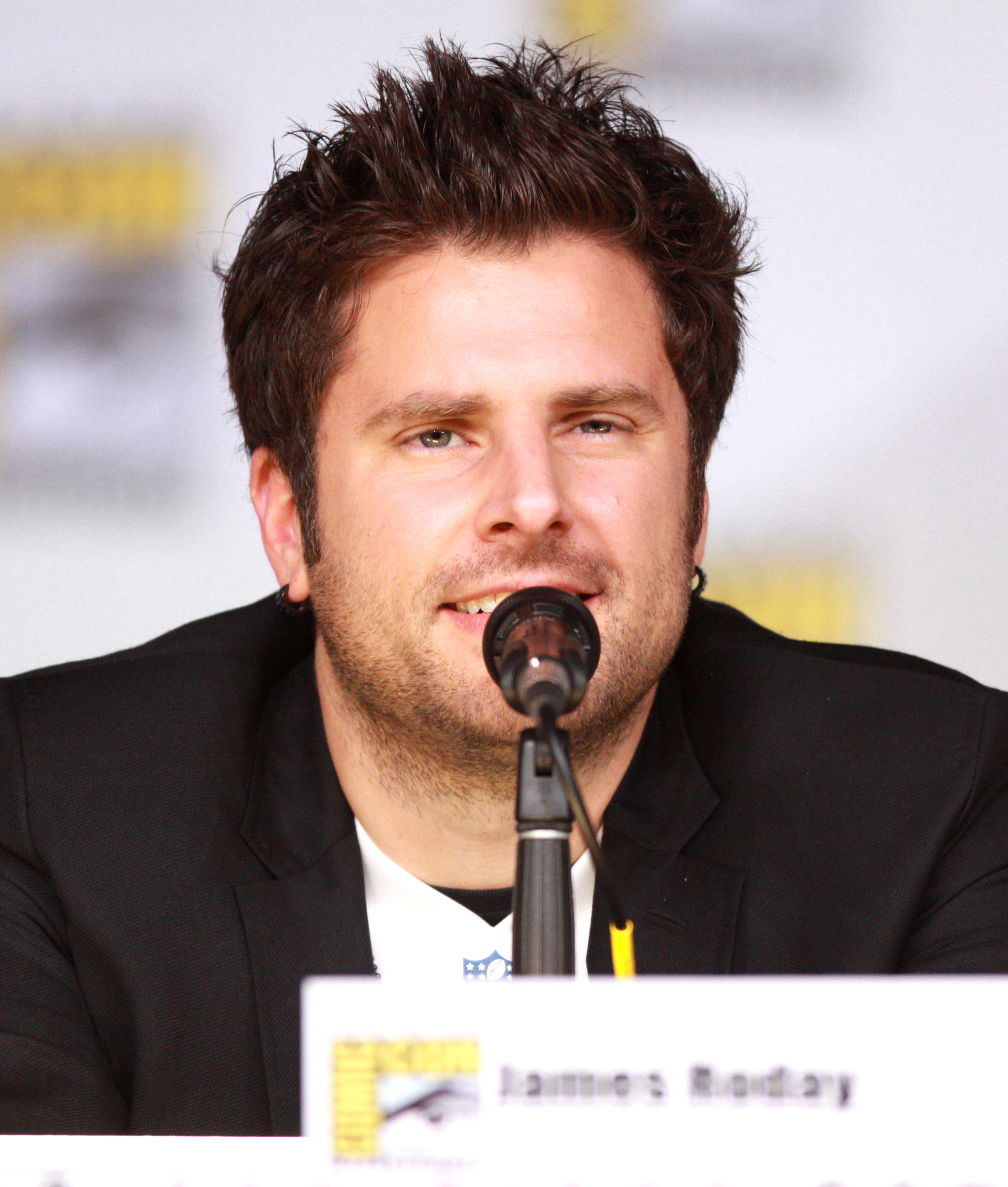
James Roday faz o papel de Shawn (Shawn Spencer)

### Personagens principais
- Shawn Spencer (James Roday): Personagem principal que trabalha com o Departamento de Polícia de Santa Barbara, como um "detetive vidente". Apesar de se dizer vidente, Shawn é um bom detetive devido a suas excepcionais habilidades de observação e memória fotográfica absolvidas e treinadas ao longo dos anos de sua infância, pelo pai que era policial.Dulé Hill tem o papel de Gus (Burton Guster)

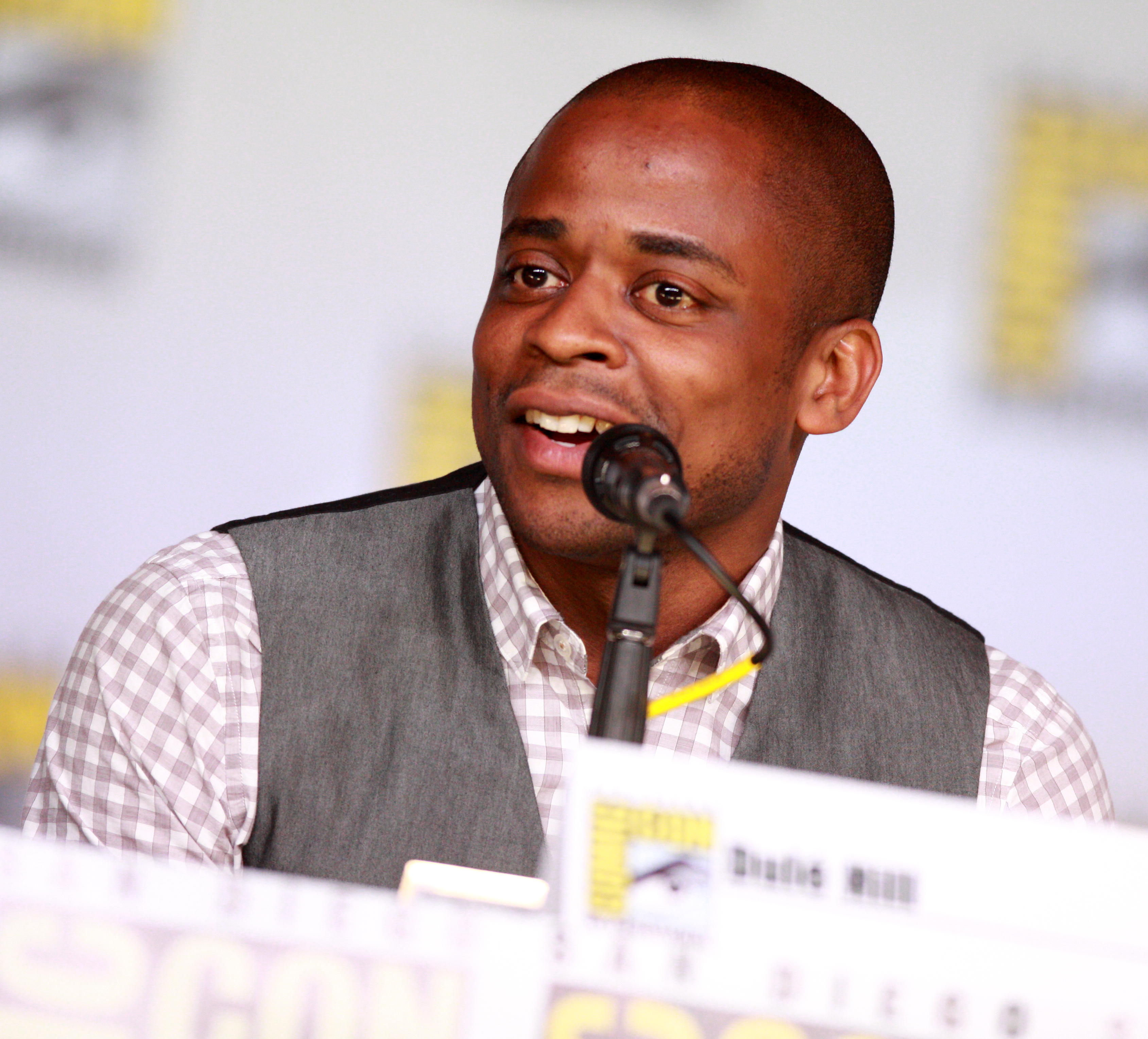
Dulé Hill tem o papel de Gus (Burton Guster)

- Burton "Gus" Guster (Dulé Hill): Melhor amigo de Shawn e parceiro; também trabalha com produtos farmacêuticos na Farmacêutica Central Cost em Santa Barbara.

- Carlton "Lassie" Lassiter (Timothy Omundson): Detetive chefe do Departamento de Polícia; tem dúvida das habilidades psíquicas de Shawn, mas com o tempo passa a aceitar a presença de Spencer nas investigações.
- Juliet "Jules" O'Hara (Maggie Lawson): Detetive-Júnior do Departamento de Polícia e parceira de Lassiter. É o interesse amoroso de Shawn e com o passar dos anos, muda de opinião com relação ao detetive, culminando em um namoro e à divisão de um teto.
- Karen Vick (Kirsten Nelson): Chefe Interina do Departamento de Polícia de Santa Barbara. Promovida à Chefe de polícia no final da segunda temporada, exercendo essa função até o final da sétima temporada, antes de ser dispensada pelo novo Chefe Interino, Harris Trout (interpretado por Anthony Michael Hall).Maggie Lawson tem o papel de Jules (Juliet O'Hara)Timothy Omundson tem o papel de Lassie (Carlton Lassiter)

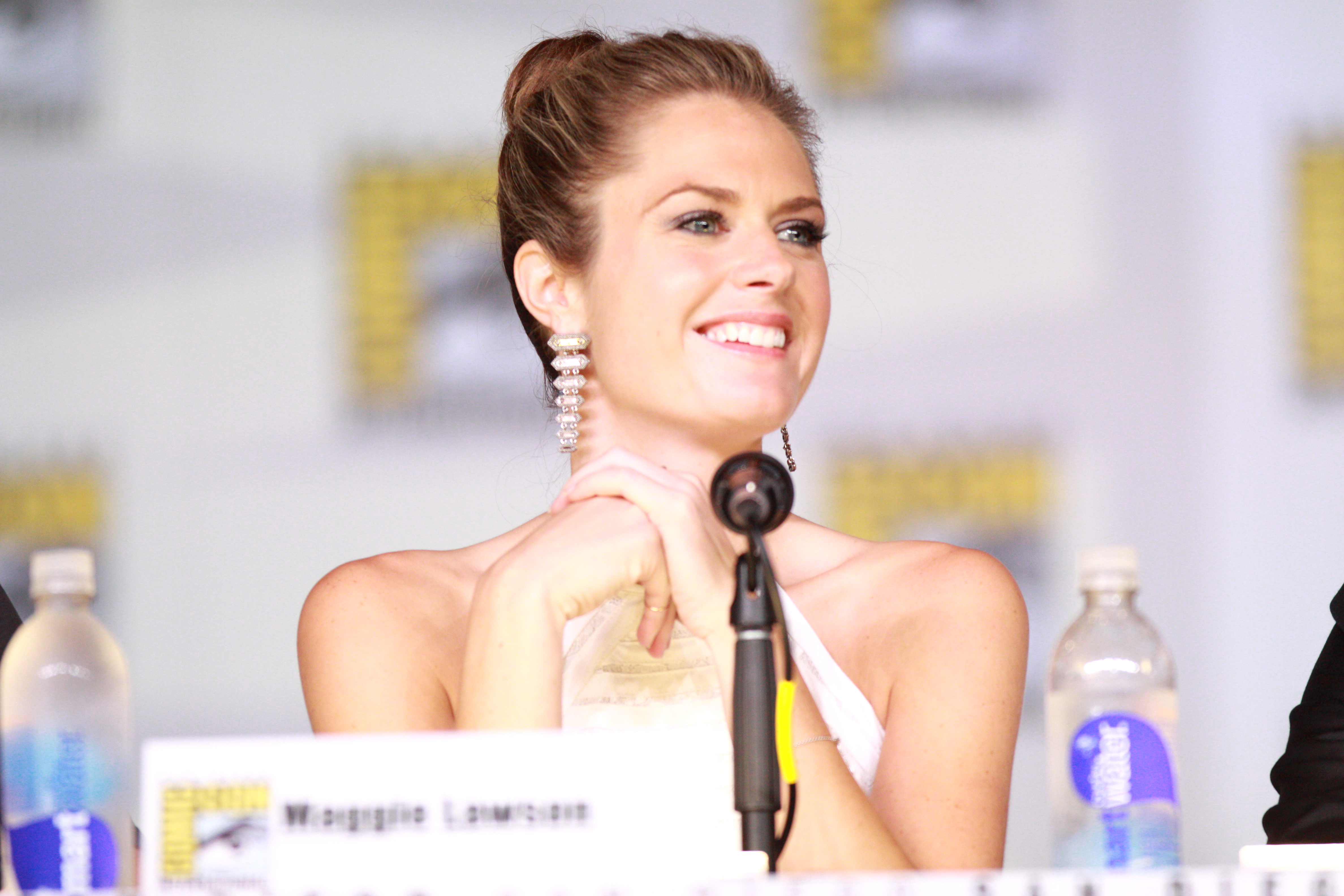
Maggie Lawson tem o papel de Jules (Juliet O'Hara)

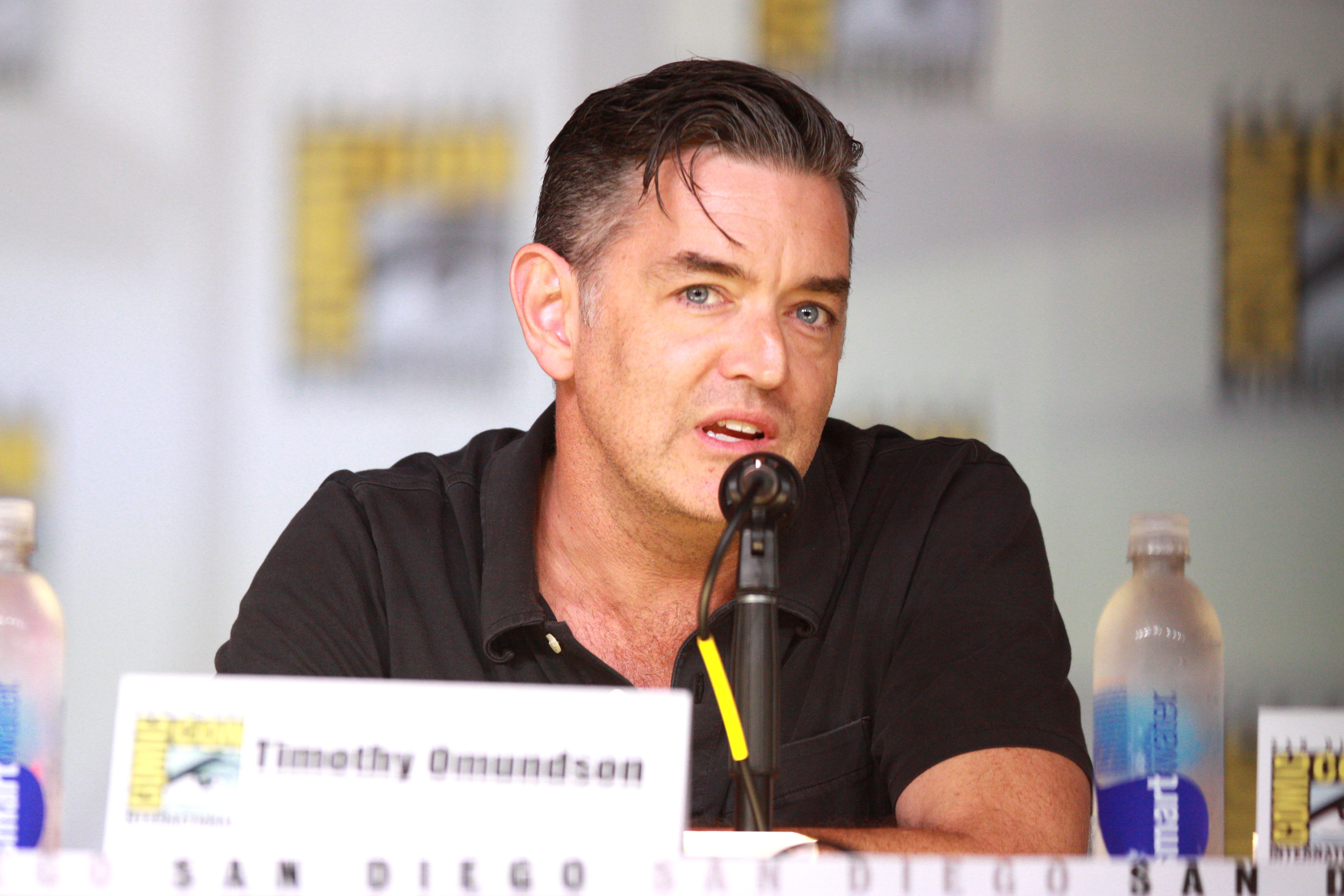
Timothy Omundson tem o papel de Lassie (Carlton Lassiter)

- Henry Spencer (Corbin Bernsen): Pai de Shawn e ex-policial. Ajudou Shawn a desenvolver suas habilidades de observação na infância e ainda assim, sempre ajuda Shawn na vida adulta dando conselhos para resolver os mais diversos casos.
- Shawn "Jovem" (1ª-5ª temporadas: Liam James; 5ª-6ª temporadas: Skyler Gisondo): Aparece em flashbacks no início da maioria dos episódios das seis primeiras temporadas, geralmente sendo repreendido por Henry para aprender uma lição que servirá de base para o episódio.
- Gus "Jovem" (Carlos McCullers II): Assim como o Jovem Shawn, aparece em flashbacks no início dos episódios das seis primeiras temporadas.

### Outros Personagens

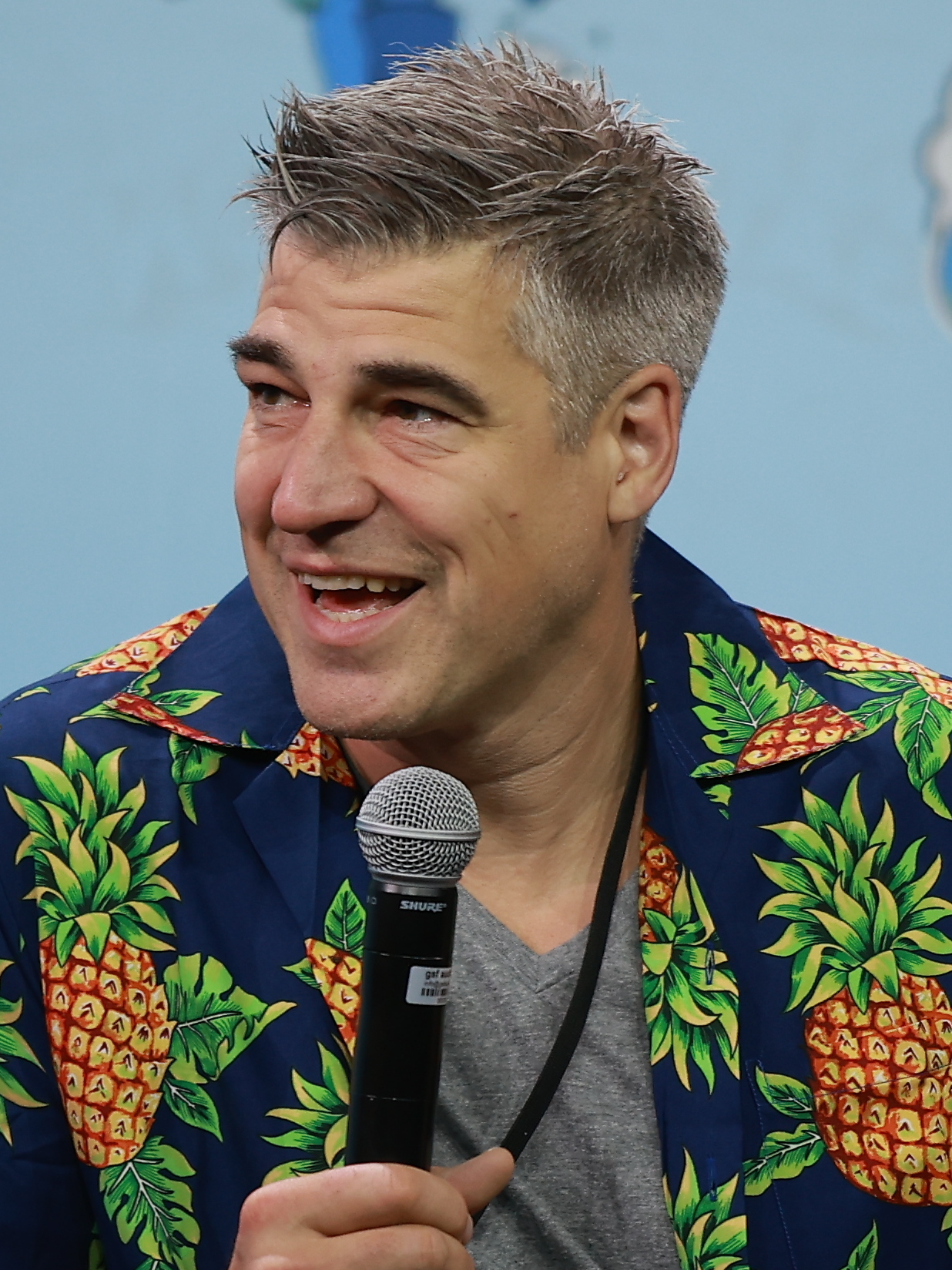
Sage Brocklebank como Buzz McNab

O policial Buzz McNab, interpretado por Sage Brocklebank, é um ingênuo, mas amável policial que muitas vezes fornece a Shawn e Gus pistas de casos. Ele também adota um gato que ajudou Shawn a resolver um caso. Seu maior sonho é um dia se tornar um detetive.

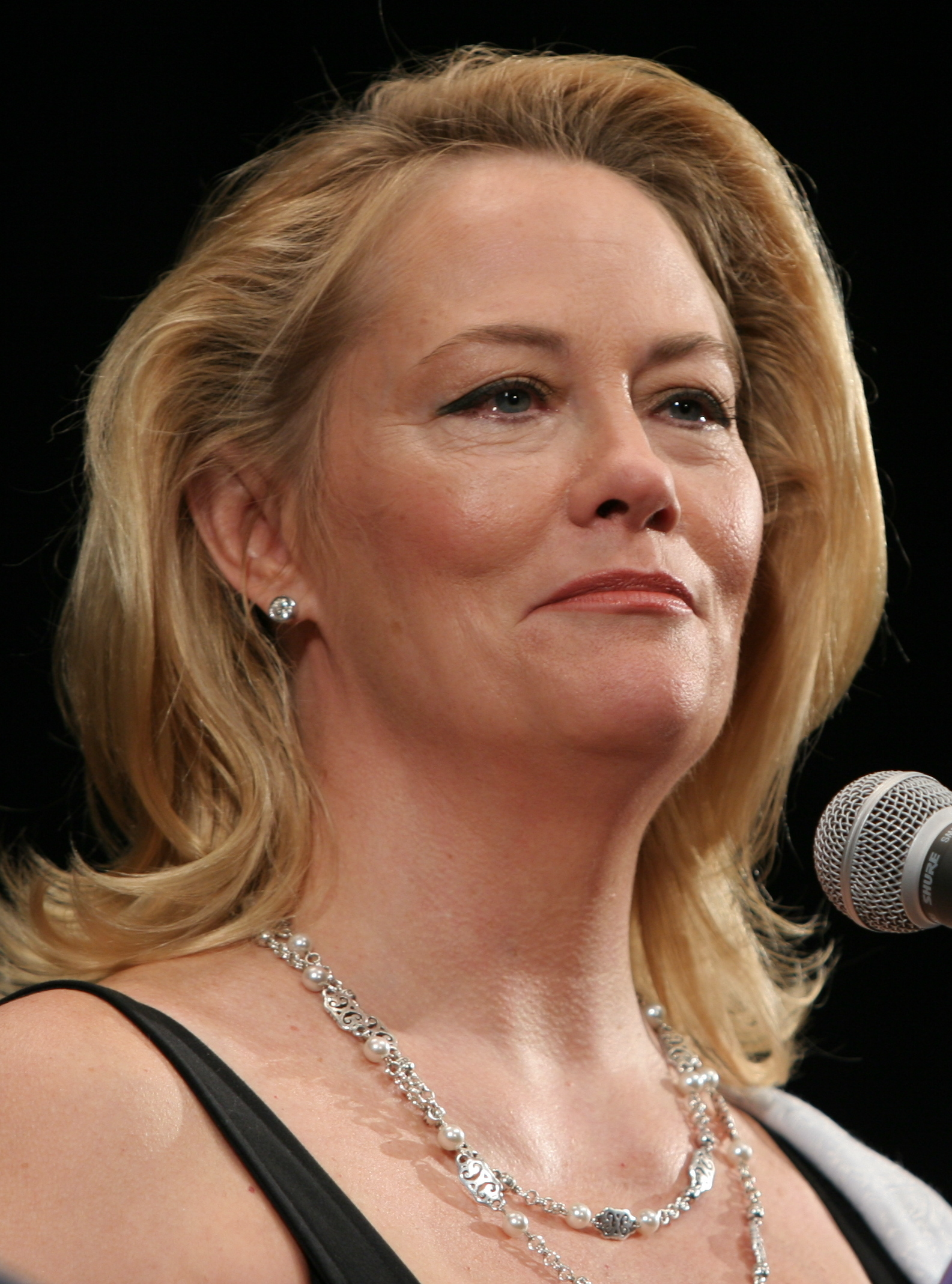
Cybill Shepherd como Madeleine Spencer

Cybill Shepherd interpreta a mãe de Shawn e ex-mulher de Henry, a psicóloga Madeleine Spencer, aparecendo entre a terceira e sétima temporadas.

## Lista de episódios
Psych teve uma jornada de oito temporadas, com 119 episódios regulares exibidos, além de um episódio musical de duas partes. Conhecido pelas inúmeras referências aos anos 80 e o estilo inovador em mesclar comédia e drama, a série também se caracterizou por episódios temáticos que tiveram extrema receptividade tanto do público quanto da crítica americana. Os de maiores destaques são:
- "American Duos": O primeiro episódio da segunda temporada é considerado por unanimidade um dos melhores episódios da série. A participação de Tim Curry como o jurado de reality show Nigel St. Nigel, uma trama bem amarrada, um humor ligeiro entre todos os protagonistas e a cena final com Shawn cantando "Shout", do Tears for Fears, e Gus dançando "Thriller" de Michael Jackson são apenas alguns dos motivos para os fãs de Psych considerarem este um dos episódios mais memoráveis de toda a jornada.
- "Tuesday, the 17th": O protagonista James Roday, fã de filmes de terror, escolheu homenagear o clássico de terror "Sexta-Feira 13" na sua estréia em direção de um episódio. O roteiro e atuações dos protagonistas são os destaques do episódio, com direito à reviravoltas sucintas e coerentes que tornam este capítulo o clássico de terror da série.
- "Mr. Yin Presents": Uma das fases mais amadas pelos Psych'os, como são chamados os fãs de Psych, na história da série, é a "Trilogia Yin/Yang". Como em toda trilogia um dos capítulos sempre se destacam, grande parte dos fãs elegem a segunda parte da franquia como a melhor por simplesmente ter em seu roteiro filmes de Hitchcock como base para os assassinatos em série que o assassino Yin aqui comete. Outro ponto de destaque é que este clássico conta mais uma vez com a direção do protagonista James Roday, que escreveu a trilogia junto à um outro escritor de destaque na série, Andy Berman. Os momentos de tensão e o climax, entre a cena de Juliet presa ao relógio na torre e de Abigail presa à maré são dois dos motivos para o episódio entrar no hall de memórias de Psych.
- "Dual Spires": Realizado na quinta-temporada, este episódio é um tributo à série cult "Twin Peaks". Diversos atores que participaram da série também fazem uma participação neste episódio, incluindo a cantora Julee Cruise, que gravou uma versão especial do tema de Psych, "I Know You Know", no ritmo da música tema de "Twin Peaks".
- "Heeeeere's Lassie": Dirigido pelo protagonista James Roday, este episódio presta uma homenagem direta ao clássico de Stanley Kubrick, "O Iluminado". Na trama do episódio, Lassie compra um novo apartamento, mas ao se mudar, começa a ver coisas estranhas no local. Para resolver o que no começo é um pequeno problema, ele contrata os serviços de Shawn e Gus.
- "100 Clues": No centésimo episódio da série, Shawn e Gus participam de uma festa na mansão de um ex-presidiário. Mas um assassinato ocorre no local e eles tentam descobrir como aconteceu e quem é o culpado. O episódio conta com as participações de Christopher Lloyd, Leslie Ann Warren e Martin Mull. Ambos os atores participaram da versão original do filme "Clue", ao qual todo o episódio se baseia e presta a devida homenagem.
- "Psych: The Musical": Em produção desde a primeira temporada, o tão aguardado episódio musical de Psych foi realizado durante a sétima temporada e exibido nos EUA em 15 de dezembro de 2013, como um especial de duas horas. Na trama, Z (interpretado por Anthony Rapp), um dramaturgo acusado de louco, escapa de um manicômio para iniciar uma série de massacres contra as pessoas que destruíram sua peça sobre "Jack: O Estripador" sete anos antes de ser preso. Shawn e Gus contam com a ajuda de Yang (interpretada por Ally Sheed), confidente de Z, que têm o conhecimento de todos os passos do plano de vingança do compositor.
- "Remake a.k.a. Cloudy... With a Chance of Improvement": Psych fez história com o terceiro episódio da última temporada, por ser a primeira série de TV a refilmar um de seus próprios episódios. O capítulo "Cloudy... With a Chance of Murder", da primeira temporada, foi utilizado como base para essa refilmagem, que mostra Shawn e Gus ajudando um advogado novato e sem confiança a resolver um caso envolvendo o assassinato de um homem do tempo. Além da refilmagem em si, o episódio também se destaca por trazer de volta diversos atores que passaram pela série, aqui interpretando outros papéis. Ralph Macchio, Ray Wise, Alan Ruck e Dana Ashbrook são alguns desses atores, enquanto Michael Weston reprisa seu papel original de Adam Hornstock, da primeira temporada.

## Recepção
Psych teve recepção mista por parte da crítica especializada. Em sua primeira temporada, com base de 28 avaliações profissionais, alcançou uma pontuação de 58% no Metacritic. Por votos dos usuários do site, atinge uma nota de 9.2, usada para avaliar a recepção do público. Com o passar dos anos, a aceitação da crítica foi aumentando a cada temporada, prezando o fato que mesmo após ultrapassar a marca dos 100 episódios, a série continuou sendo original, dinâmica e com a mesma essência do início ao fim. Com o fim da exibição e a popularização da série através da Netflix, o show passou a ter status cult.